# St. Margaretha (Drügendorf)

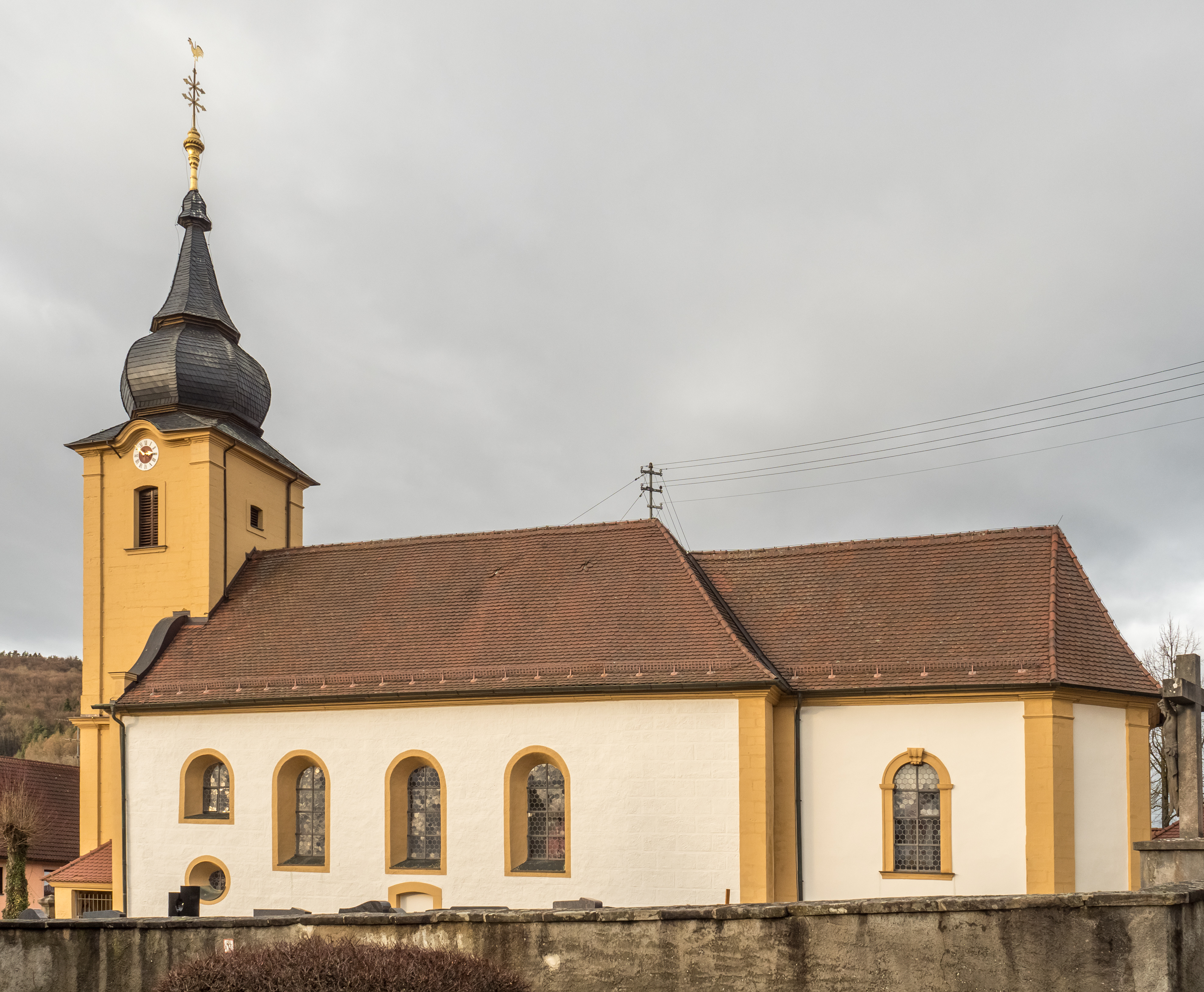
St. Margaretha (Drügendorf)

Die römisch-katholische Pfarrkirche St. Margaretha ist ein denkmalgeschütztes Kirchengebäude in Drügendorf, einem Gemeindeteil des Marktes Eggolsheim im Landkreis Forchheim (Oberfranken, Bayern). Das Bauwerk ist unter der Denkmalnummer D-4-74-123-74 als Baudenkmal in der Bayerischen Denkmalliste eingetragen. Kirchenpatronin ist Margareta von Antiochia. Die Pfarrei gehört zum Seelsorgebereich Jura/Aisch im Dekanat Forchheim des Erzbistums Bamberg.

## Beschreibung
1573 wurde die zweite Kapelle auf dem Grundstück der alten, baufällig und zu klein gewordenen Kapelle errichtet. Die heutige spätbarocke, verputzte Saalkirche wurde 1740 erbaut. Sie besteht aus einem Langhaus, einem eingezogenen, dreiseitig abgeschlossenen Chor im Osten und einem Fassadenturm im Westen. Die Wände sind an den Ecken durch Pilaster gegliedert. Das Langhaus wurde 1775/76 nach einem Entwurf von Johann Georg Schwesner nach Westen verlängert. Die alte Sakristei wurde samt Chorbogen und Kirchturm abgetragen, der Chor errichtet und der dreigeschossige Fassadenturm mit einer Zwiebelhaube dem Langhaus vorgestellt, dessen oberstes Geschoss die Turmuhr und den Glockenstuhl enthält.
Der Chor und das Langhaus sind mit Flachdecken überspannt. Der Stuck an der Decke im Langhaus stammt von Franz Jakob Vogel. Das Bild in der zentralen Stuckkartusche stellt die bevorstehende Enthauptung der Heiligen dar. Die Deckenmalerei stammt von Joseph Anton Wunder. Den Hochaltar baute 1782/89 Johann Bernhard Kamm. Das Altarretabel malte 1785 Andreas Mattenheimer. Die von Johann Bernhard Kamm gebaute Kanzel mit den Sitzfiguren der vier Evangelisten steht noch in der barocken Tradition. Im rückwärtigen Teil trägt eine geschwungene Empore auf Säulen die Orgel.